# A trafalgari csata (Turner-kép)
A trafalgari csata a Victory tatvitorlájának jobb oldali kötélzetéről nézve (The Battle of Trafalgar, as Seen from the Mizen Starboard Shrouds of the Victory) William Turner festménye, amely a londoni Tate-ben van kiállítva.
A trafalgari tengeri ütközetet 1805. október 21-én vívta a Brit Királyi Haditengerészet az egyesített francia és spanyol flotta ellen. Turner már a következő évben megfestette a képet, majd 1808-ban átdolgozta.
A képet tekintik a brit hősies festészet első darabjának, mivel az ütközet kulcsmomentumait egyesíti egy kompozícióban. A bal alsó sarokban az a pillanat látható, amikor Horatio Nelson brit admirális összeesik zászlóshajója, az HMS Victory fedélzetén, miután egy francia mesterlövész, aki a jobb kézre eső hajó árbóckosarában látható, meglőtte. A brit hajó fedélzetére terített francia zászló pedig azt jelzi, hogy a csata már eldőlt, a franciák vereséget szenvedtek. Az HMS Victory tatja mögött azonban még tart a küzdelem a kicsi térbe szorított hadihajók között. Ezek egyike az HMS Temeraire, amelynek utolsó, a hajóbontóba vezető útját Turner szintén megfestette.
Az HMS Victory 1805. december 22-én érkezett meg, fedélzetén Nelson holttestével, a haditengerészet Sheerness előtti horgonyzóhelyéhez. Turner a helyszínre utazott, hogy vázlatokat készítsen a hajóról. Később több részletes tanulmányképet vázolt fel a hajó fedélzetén, két ilyen jellegű munkája a British Museum gyűjteményének része. Joseph Farington tájképfestő 1806. június 3-án feljegyezte a naplójába, hogy látta Turner képét, amelyet kidolgozatlannak, befejezetlennek talált. Az alakokat nyomorúságosan rossznak nevezte.
Turner megbánhatta, hogy ennyire korán közszemlére bocsátotta a képet, ezért 1808-ban átdolgozta. A Review of Publications of Art akkori számában megjelent egy beszámoló, amely epikus műnek nevezte a festményt, és úgy látta: sokkal erőteljesebb lett a chiaroscurót és a színeket tekintve.